# راتنبرغ
راتنبرغ (بالألمانية: Rattenberg) هي أصغر مدينة في النمسا، تقع على نهر إن في ولاية تيرول بالقرب من جبل راتنبرغ وإنسبروك. يبلغ عدد سكانها 400 نسمة، وتبلغ مساحتها 10 هكتارات.